# Брушо
Брушо́ (фр. Brouchaud) — коммуна во Франции, находится в регионе Аквитания. Департамент — Дордонь. Входит в состав кантона Иль-Лу-Овезер. Округ коммуны — Перигё.
Код INSEE коммуны — 24066.

## География

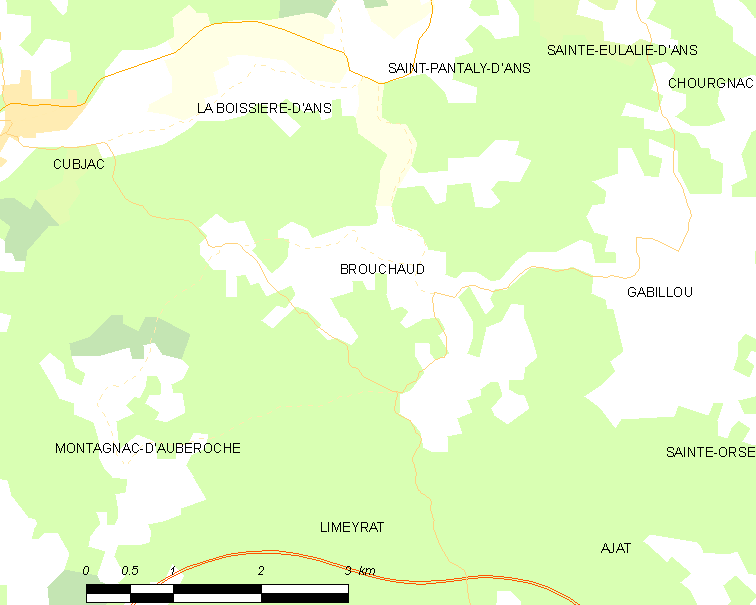
Карта коммуны

Коммуна расположена приблизительно в 420 км к югу от Парижа, в 135 км восточнее Бордо, в 22 км к востоку от Перигё.
По территории коммуны протекает река Блам.

### Климат
Климат умеренный океанический со средним уровнем осадков, которые выпадают преимущественно зимой. Лето здесь долгое и тёплое, однако также довольно влажное, здесь не бывает регулярных периодов летней засухи. Средняя температура января — 5 °C, июля — 18 °C. Изредка вследствие стечения неблагоприятных погодных условий может наблюдаться непродолжительная засуха или случаются поздние заморозки. Климат меняется очень часто, как в течение сезона, так и год от года.

## Население
Население коммуны на 2010 год составляло 209 человек.
| 1962 | 1968 | 1975 | 1982 | 1990 | 1999 | 2010 |
| ---- | ---- | ---- | ---- | ---- | ---- | ---- |
| 232  | 200  | 194  | 161  | 212  | 178  | 209  |

## Администрация
| Период | Период | Фамилия          | Партия       | Примечания |
| ------ | ------ | ---------------- | ------------ | ---------- |
| 1989   | 2014   | Робер Акен       | беспартийный | пенсионер  |
| 2014   | 2020   | Кристель Пурсель |              |            |

## Экономика
В 2010 году среди 118 человек трудоспособного возраста (15-64 лет) 79 были экономически активными, 39 — неактивными (показатель активности — 66,9 %, в 1999 году было 57,0 %). Из 79 активных жителей работали 69 человек (39 мужчин и 30 женщин), безработных было 10 (5 мужчин и 5 женщин). Среди 39 неактивных 9 человек были учениками или студентами, 15 — пенсионерами, 15 были неактивными по другим причинам.

## Фотогалерея

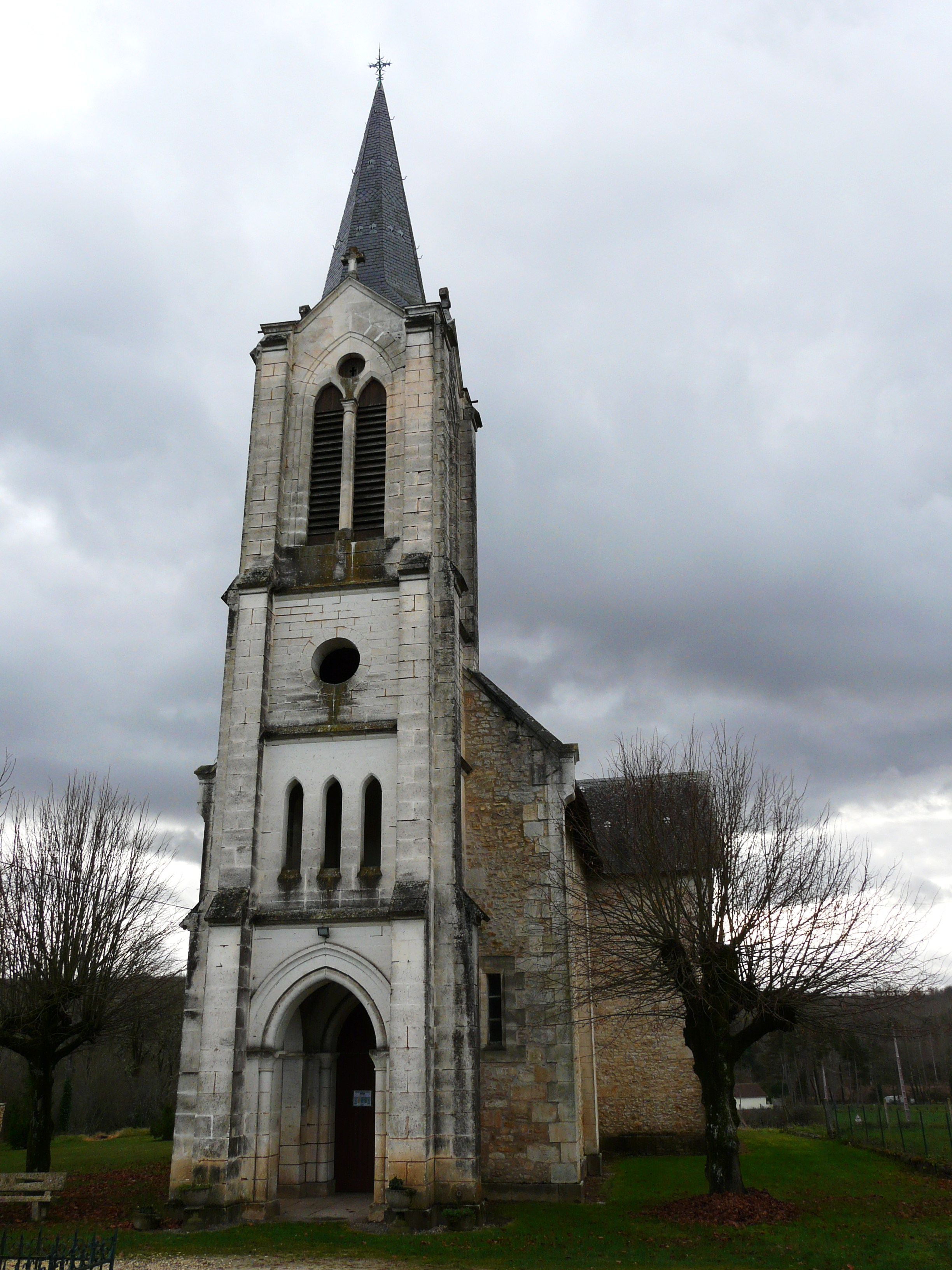
Церковь Св. Петра в оковах
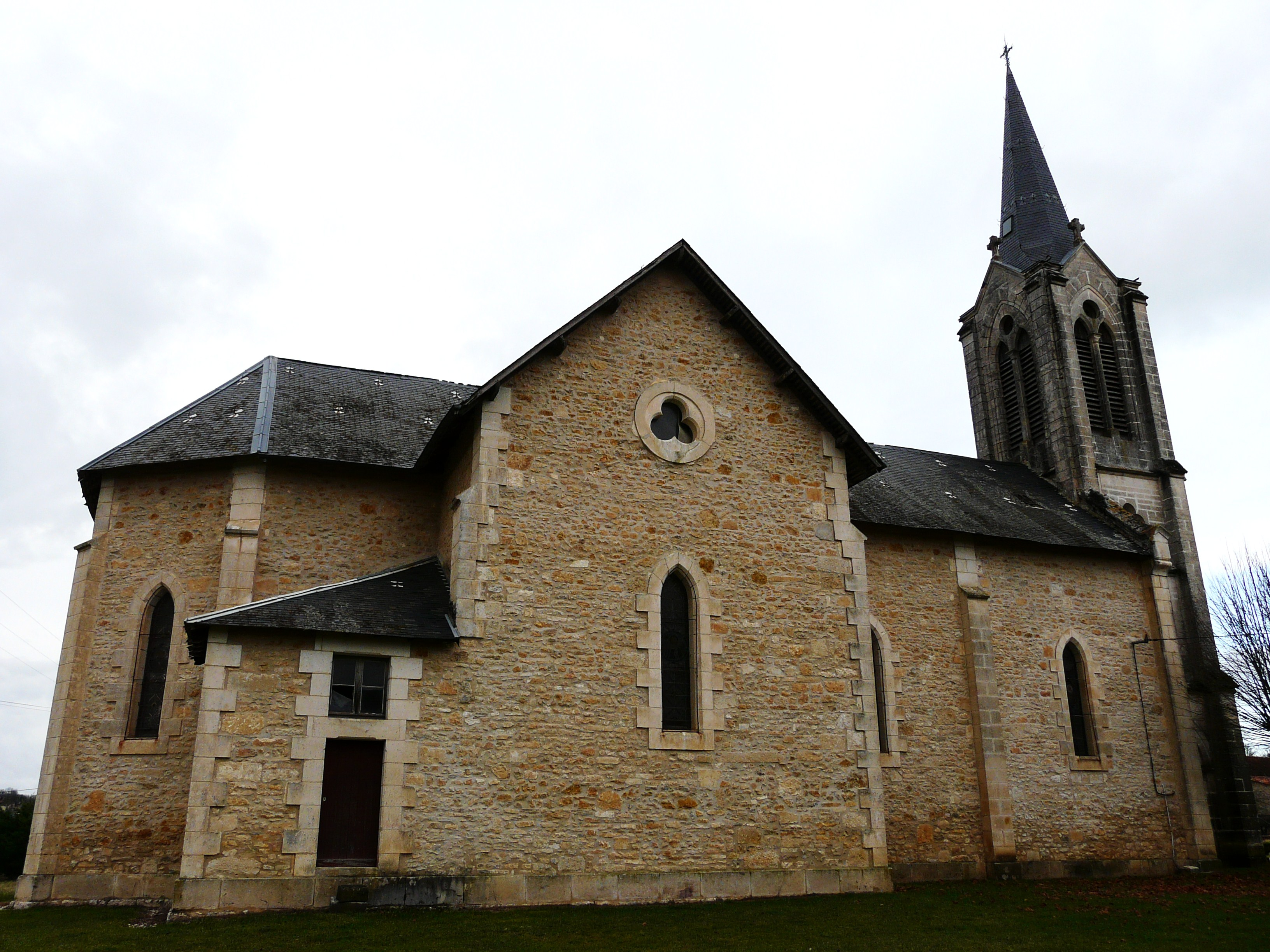
Церковь Св. Петра в оковах
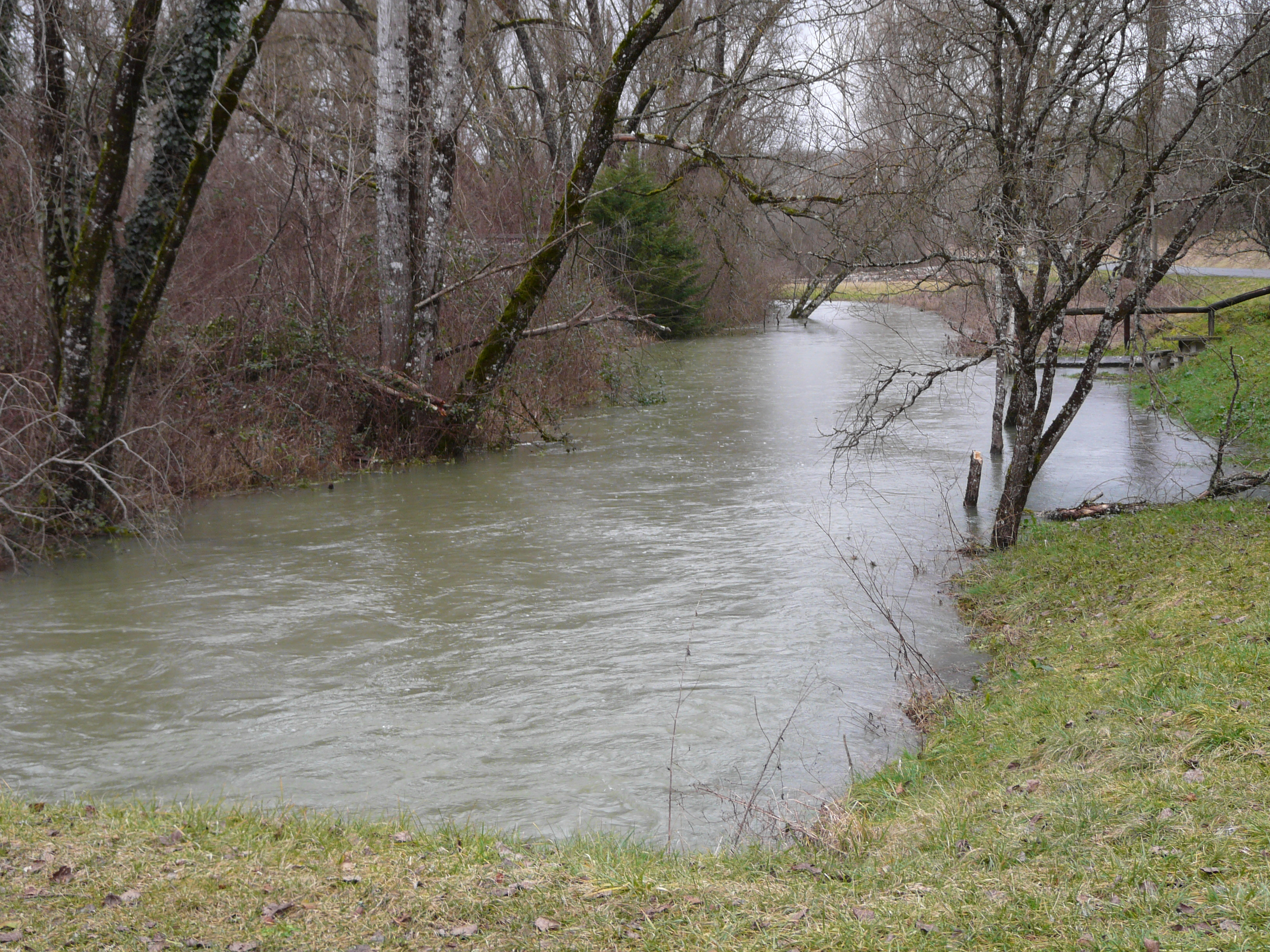
Река Блам
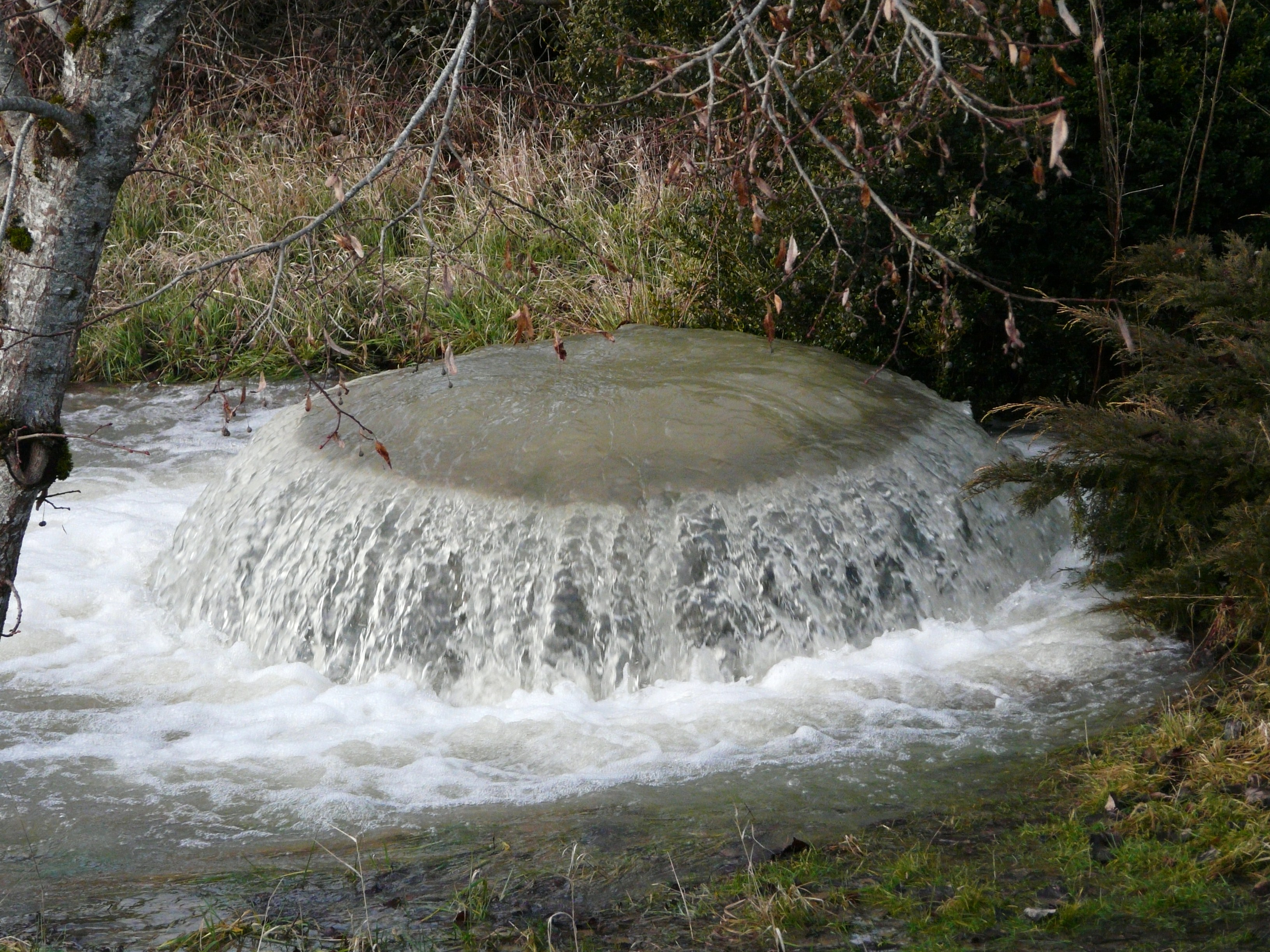
Артезианский источник на реке Блам